# Boletina digitata
Boletina digitata är en tvåvingeart som beskrevs av Lundstrom 1914. Boletina digitata ingår i släktet Boletina och familjen svampmyggor. Arten är reproducerande i Sverige. Inga underarter finns listade i Catalogue of Life.